# 秘鲁大区
秘鲁的一级行政区划稱為大区（西班牙語：regiones）。自1821年独立以来，秘鲁曾一度分成24个“省”（departamentos），但却面临着国家政治和经济越来越向首都利马集中的问题。经过多次地方分權的尝试都未能成功后，“大区”开始成为正式的行政区划，并在2002年11月20日选出大区政府。
根据新的安排，原本的24个省加上卡亚俄省一起成为新的大区。利马省不属于任何大区。与之前的省相比，大区拥有民选政府，并且在其管辖范围内有着广泛的职权。根据2002年大区政府组织法（Ley Orgánica de Gobiernos Regionales），中央政府将將多项职權移交大区政府。2005年秘鲁曾就是否要对几个省进行合并的提案进行公投，最终没有得到所需的选民支持。

## 历史
1821年独立后，秘鲁全国划分成多个省（departamentos），其数量逐渐由1822年的11个增长到了1980年的24个。随着国家的政治和经济越来越向首都利马集中，多届政府试图进行权力分散，但收效甚微:94。1979年的秘鲁宪法中包含有建立自治区实现地方分權的规定，但这些措施没有得到落实:197。阿兰·加西亚·佩雷斯于1985年至1990年担任秘鲁总统，在他任期的后几年里，秘鲁面临经济危机，政府的支持率也难以为继，这让他赢得1990年总统大选的希望变得非常渺茫。1989年1月20日，秘鲁政府成立了12个自治区，希望以此从一定程度上增加选举的胜算:199。但由于成立过程太过仓促，这些区政府没有办法在财政上自给自足，因此只能依赖中央政府的補助:199。
1990年总统大选独立候选人阿尔韦托·藤森获胜，标志着该国多个政党信誉扫地。藤森扣留對大区政府的補助，然后在1992年12月29日用政府指派的过渡性大区管理议会（Consejos Transitorios de Administración Regional）取代大区政府。1992年秘鲁宪法危机期间，藤森解散国会，召开制宪会议起草1993年秘鲁宪法。新宪法中包括了建立自治大区民选政府的规定，但这些规定没有得到执行。1998年1月30日，政府颁布了地方分權的框架法律，将过渡议会永久化，並处于总统府的监督之下。:195-196
2000年，藤原因受到专制、腐败和侵犯人权的指控被迫下台。由巴伦廷·帕尼亚瓜领导的临时政府执政后，亚历杭德罗·托莱多以包括建立大区政府在内的政見当选为2001至2006年的秘鲁总统。新政府于2002年7月17日颁布地方分權基本法（Ley de Bases de la Descentralización），並于2002年11月19日颁布大区政府组织法（Ley Orgánica de Gobiernos Regionales），奠定了新行政分区的法律框架。新的大区政府于2002年11月20日选出，每一个省及卡亚俄宪法省各组成一个新的大区。首都利马所在的利马省不在新行政分区的范围，因此也就不属于任何一个大区。
2002年大选结果，反对党控制了大部分大区政府，其中秘鲁人民党赢得了12个大区，而总统托莱多所在的秘鲁可能党只赢得了1个。强大的反对派和弱勢的政府引發政治危机的担忧，但这些大区政府实际上都疲于应付地方性问题，没有餘力在全国政治中作出大幅举动。由于大区的面积太小，分权基本法規定可經由投票将多个大区合并成新的大区。2005年10月30日，秘鲁进行了以下的合并公投：
1. 阿普里马克大区、库斯科大区
2. 阿雷基帕大区、普诺大区、塔克纳大区
3. 阿亚库乔大区, 万卡韦利卡大区、伊卡大区
4. 安卡什大区、瓦努科大区、胡宁大区、利马大区、帕斯科大区
5. 兰巴耶克大区、皮乌拉地区、通贝斯大区

除阿雷基帕大区外，其他所有大区的选民都否决了合并的提案。
2006年11月19日，秘鲁进行了新一轮大区政府选举，大部分大区都是地方政治组织而非全国性政党胜出。在2006年7月4日举行的总统大选中获胜的秘鲁人民党也只赢得两个大区，其他的全国性政党成绩更差。

## 政府
根据大区政府组织法，大区政府的职责包括规划大区发展，执行公共投资项目，促进经济活动和管理公共财产。大区政府由大区主席和议会组成，经选举选出，任期4年，此外还有一个由省长和市长加上公民社会代表组成的协调委员会。大区主席是政府首脑，其职能包括提出和执行预算方案，任命大区政府官员，签发大区法令和大区议会决议，执行大区计划和方案，并管理大区土地及其租赁。大区议会对大区主席提出的法案进行辩论和投票，还有权监督所有大区官员，可以罢免包括大区主席、大区副主席以及任何议会成员的职务。大区协调委员会可以在规划和预算问题上提供建议，但没有行政或立法实权。
大区组织法中存在把中央政府职能逐步移交各大区的规定，前提是这些大区能够承担相应职责。分权基本法中还建立了分权全国委员会（Consejo Nacional de Descentralización）来监督这一进程。不过，秘鲁总统阿兰·加西亚·佩雷斯领导的政府批评这一机构官僚主义盛行并且效率低下。分权全国委员会因此于2007年1月24日由秘鲁总理领导的权力分散秘书处（Secretaría de Descentralización）取代。两个月后，各大区主席齐集瓦努科市，建立了大区政府国民议会（Asamblea Nacional de Gobiernos Regionales）作为替代协调机构，与中央政府相互独立。

## 大区
以下列表中的面积和人口信息源于秘鲁国家统计和信息研究所（Instituto Nacional de Estadística e Informática）的官方数据。面积数据经四舍五入到最接近的整数。人口数据基于从2005年7月18日到8月20日举行的人口普查统计结果。人口密度数据保留到小数点后一位，号码是秘鲁国家统计和信息研究所用于确定国家行政区划的编码。
| 大区               | ISO    |    | 首府         | 面积 （平方公里） | 人口      | 人口 密度（/平方公里） | 地图 |
| ------------------ | ------ | -- | ------------ | ----------------- | --------- | ---------------------- | ---- |
| 亚马孙大区         | PE-AMA | 01 | 查查波亚斯   | 39,249            | 389,700   | 9.9                    |      |
| 安卡什大区         | PE-ANC | 02 | 瓦拉斯       | 35,914            | 1,039,415 | 28.9                   |      |
| 阿普里马克大区     | PE-APU | 03 | 阿班凯       | 20,896            | 418,882   | 20.0                   |      |
| 阿雷基帕大区       | PE-ARE | 04 | 阿雷基帕     | 63,345            | 1,140,810 | 18.0                   |      |
| 阿亚库乔大区       | PE-AYA | 05 | 阿亚库乔     | 43,815            | 619,338   | 14.1                   |      |
| 卡哈马卡大区       | PE-CAJ | 06 | 卡哈马卡     | 33,318            | 1,359,023 | 40.8                   |      |
| 卡亚俄大区         | PE-CAL | 07 | 卡亚俄       | 147               | 810,568   | 5,514.8                |      |
| 库斯科大区         | PE-CUS | 08 | 库斯科       | 71,986            | 1,171,503 | 16.3                   |      |
| 万卡韦利卡大区     | PE-HUV | 09 | 万卡韦利卡   | 22,131            | 447,054   | 20.2                   |      |
| 瓦努科大区         | PE-HUC | 10 | 瓦努科       | 36,849            | 730,871   | 19.8                   |      |
| 伊卡大区           | PE-ICA | 11 | 伊卡         | 21,328            | 665,592   | 31.2                   |      |
| 胡宁大区           | PE-JUN | 12 | 万卡约       | 37,667            | 1,091,619 | 29.0                   |      |
| 拉利伯塔德大区     | PE-LAL | 13 | 特鲁希略     | 25,500            | 1,539,774 | 60.4                   |      |
| 兰巴耶克大区       | PE-LAM | 14 | 奇克拉约     | 14,231            | 1,091,535 | 76.7                   |      |
| 利马大区           | PE-LIM | 15 | 瓦乔         | 34,802            | 864,853   | 223.2                  |      |
| 洛雷托大区         | PE-LOR | 16 | 伊基托斯     | 368,852           | 884,144   | 2.4                    |      |
| 马德雷德迪奥斯大区 | PE-MDD | 17 | 马尔多纳多港 | 85,301            | 92,024    | 1.1                    |      |
| 莫克瓜大区         | PE-MOQ | 18 | 莫克瓜       | 15,734            | 159,306   | 10.1                   |      |
| 帕斯科大区         | PE-PAS | 19 | 塞罗德帕斯科 | 25,320            | 266,764   | 10.5                   |      |
| 皮乌拉大区         | PE-PIU | 20 | 皮乌拉       | 35,892            | 1,630,772 | 45.4                   |      |
| 普诺大区           | PE-PUN | 21 | 普诺         | 66,997            | 1,245,508 | 18.6                   |      |
| 圣马丁大区         | PE-SAM | 22 | 莫约班巴     | 51,253            | 669,973   | 13.1                   |      |
| 塔克纳大区         | PE-TAC | 23 | 塔克纳       | 16,076            | 274,496   | 17.1                   |      |
| 通贝斯大区         | PE-TUM | 24 | 通贝斯       | 4,046             | 191,713   | 47.4                   |      |
| 乌卡亚利大区       | PE-UCA | 25 | 普卡尔帕     | 101,831           | 402,445   | 4.0                    |      |